# Snowflake (programari)
Snowflake és un paquet de programari per ajudar els usuaris a eludir la censura d'Internet mitjançant la retransmissió de sol·licituds de dades. Els nodes intermediaris de Snowflake han de ser creats per persones de països on Tor i Snowflake no estan bloquejats. Les persones sota censura utilitzen llavors un client Snowflake, empaquetat amb el navegador Tor o el navegador Onion, per accedir a la xarxa Tor, utilitzant els relés Snowflake com a servidors intermediaris. L'accés a la xarxa Tor pot donar accés a altres serveis bloquejats (com ara llocs web bloquejats). Es pot crear un servidor intermediari de Snowflake instal·lant una extensió de navegador, instal·lant un programa autònom o navegant per una pàgina web amb un servidor intermediari de Snowflake incrustat. El servidor intermediari s'executa sempre que el navegador o el programa estigui connectat a Internet.
A diferència de les VPN i els serveis intermediaris habituals, el llançament d'un servidor intermediari Snowflake no requereix reenviament de ports ni tenir una adreça IP dedicada. Simplement, instal·lar l'extensió del navegador és suficient la majoria del temps. La senzillesa de llançar un servidor intermediari garanteix la seva presència nombrosa, cosa que dificulta que els censors bloquegin els servidors intermediaris simplement bloquejant les seves adreces IP.
A partir del 2024, els servidors intermediaris de Snowflake estan allotjats en unes 140.000 adreces IP úniques simultàniament. El nombre mitjà d'usuaris que utilitzen Snowflake per connectar-se a Tor és de 35.000 els quals retransmeten uns 29 terabytes entre servidors intermediaris de Snowflake diàriament.
Tor és per si mateix il·legal en alguns països. Igual que Internet, pot transmetre qualsevol mena de contingut, i alguns tipus de contingut són il·legals en alguns països.

## Història
Snowflake va ser creat per Serene, un pirata informàtic i antic enginyer de Google i concertista de piano. Es va inspirar en Flash proxy, un sistema d'elusió de censura similar. El nom "Snowflake" va ser encunyat com la seva metàfora per a un gran nombre de proxies efímers  en relació amb "ICE Negotiation". Tres programadors van publicar la primera versió el gener de 2016. El 2019, va estar disponible com a extensió del navegador per a Firefox i Chrome. També es pot executar en navegadors derivats, com Brave i Microsoft Edge. El febrer de 2023 es va llançar una versió independent i totalment actualitzada anomenada Snowstorm; escrit en Rust i finançat per l'Open Tech Fund, les proves beta són per invitació.

## Funció
1. The end-user asks the broker server for a Snowflake proxy
2. The broker finds a Snowflake proxy that is available
3. The broker replies to the end-user
4. The end-user contacts the Snowflake proxy, with a direct peer-to-peer connection
5. The data request is relayed through the Tor network to the destination server (for instance, the website the end-user is browsing)

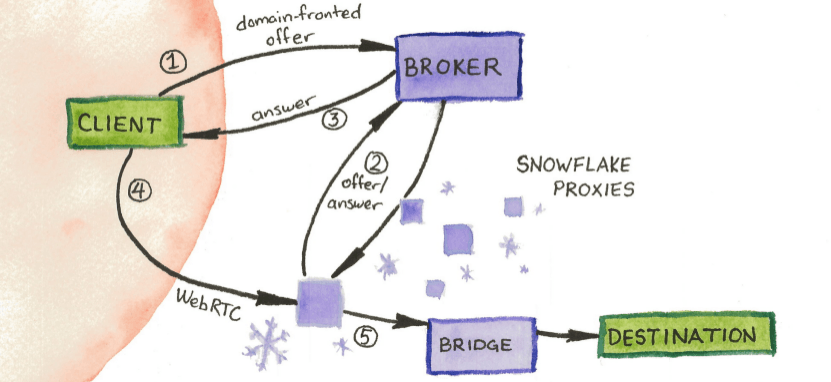

Els paquets de dades d'Internet normals vénen etiquetats amb la font original i el destinatari final de les dades. Per exemple, un paquet que contingui el text xifrat d'aquest article s'etiquetaria amb la destinació (l'adreça IP de l'ordinador del lector) i la font (l'adreça IP d'un servidor de la Viquipèdia). Això vol dir que fins i tot si el contingut real està xifrat, un censor pot bloquejar tots els paquets de determinades fonts (per exemple, prohibint qualsevol paquet que provingui de la Viquipèdia).
La xarxa Tor es pot utilitzar per accedir a aquests llocs bloquejats actuant com a proxy, que cobreix l'adreça de destinació real de la sol·licitud de l'usuari. És per això que els censors solen intentar bloquejar també la xarxa Tor. És bastant fàcil per als censors bloquejar l'accés directe a Tor perquè tots els relés Tor regulars són públics.
Floquet de neu proporciona accés indirecte i encobert a Tor. A un client de Snowflake se li proporciona l'adreça IP d'un servidor intermediari de Snowflake actualment actiu demanant a un servidor intermediari, que, al seu torn, fa servir el fronting de domini per simular que és un lloc web important. Aleshores, el client parla directament amb el proxy Snowflake, que es transmet a la xarxa Tor. El trànsit sembla un trànsit normal d'igual a igual, com el que utilitzen moltes aplicacions de videoconferència.
Un servidor intermediari Snowflake s'executa sempre que el navegador o el programa estigui connectat a Internet. Si l'amfitrió del servidor intermediari té una IP dinàmica, el servidor intermediari canviarà la seva adreça IP amb el temps. Vegeu també xarxa ad hoc.
Així, els servidors intermediaris de Snowflake s'utilitzen com a nodes d'entrada Tor, no com a nodes de sortida. Els nodes de sortida són l'altre extrem de la cadena. Són els nodes Tor que saben quin contingut es va demanar, tot i que no saben qui ho va sol·licitar (per exemple, sabrien que algú estava contactant amb un servidor de la Viquipèdia, però no sabrien l'adreça IP de l'usuari). Els nodes de sortida poden enfrontar-se a accions legals al país on estan allotjats si transmeten contingut il·legal en aquest país (per tant, normalment s'executen en països amb poca censura d'Internet). És poc probable que els amfitrions intermediaris de Snowflake s'enfrontin a aquesta responsabilitat, ja que no saben quin contingut estan transmetent. Hi ha, però, països on utilitzar Tor per a qualsevol propòsit és il·legal, com Rússia i Iran.

### Tecnologia
Plantilla:Quote frameSnowflake utilitza WebRTC per permetre que els navegadors es comuniquin directament entre ells. Si instal·leu una extensió del navegador o manteniu una pestanya oberta a una pàgina web amb el codi incrustat adequat, el vostre navegador actua com a proxy. Inserir una insígnia de Floquet de neu en un lloc web permet als visitants convertir el seu navegador en un servidor intermediari, exactament com ho fa amb la instal·lació de l'extensió, però fent clic a un botó del lloc web en lloc d'instal·lar programari. Snowflake també es pot executar com a programa autònom en un contenidor Docker.
El trànsit de servidor intermediari augmenta l'ús d'ample de banda de l'amfitrió intermediari, cosa que pot ser un problema per a aquells amb límits d'amplada de banda als seus plans d'Internet. A la pràctica, l'allotjament d'un servidor intermediari Snowflake no sembla alentir apreciablement la connexió a Internet ni interrompre la navegació.
Es publica una descripció tècnica detallada del funcionament de Snowflake a GitLab.

### Contramesures
Les contramesures que es creu que s'utilitzen actualment contra Snowflake de Rússia inclouen l'empremta dactilar del navegador dels amfitrions de Snowflake i després bloquejar-los. Els censors també poden instal·lar i utilitzar Tor, i després bloquejar totes les adreces IP que s'ofereixen com a servidors de Snowflake. Ambdues tècniques es debiliten quan hi ha un nombre més gran de servidors.
Els censors poden intentar bloquejar l'adreça IP del corredor. Per evitar-ho, el client Snowflake utilitza fronting de domini. Això fa que sigui inviable per al censor bloquejar un sol lloc web sense bloquejar tots els altres llocs web allotjats al mateix servei al núvol. Google i Amazon són exemples d'aquests serveis. Allotgen centenars de milers de llocs web. Bloquejar tots els servidors d'un d'aquests amfitrions principals té efectes secundaris perjudicials. Tanmateix, el proveïdor de núvol pot bloquejar i sovint ho fa.
Si es permeten connexions a l'estranger des de centres de dades, però els serveis residencials i mòbils estan restringits a connexions locals, els ponts Tor es poden configurar de manera secreta i il·legal als centres de dades locals. Això té perills evidents.
Quan un país tanca per complet l'accés a les connexions a Internet estrangeres, essencialment tallant el país d'Internet global, Snowflake es torna inútil. Això s'ha fet repetidament a l'Iran i alguns altres països; no obstant això, és dolent per als negocis (a l'Iran el 2022, el cost es va estimar en 37 milions de dòlars EUA al dia), de manera que normalment només es fa durant períodes curts.

## Comparació amb VPN
Un proxy simple, com una xarxa privada virtual (VPN), només té un sol relé. Això vol dir que l'adreça del servidor de la VPN ha de ser coneguda per tots els usuaris, cosa que facilita el bloqueig. Per exemple, a principis d'octubre de 2022, durant les interrupcions d'Internet relacionades amb les protestes de Mahsa Amini, les VPN a l'Iran deixarien les connexions cada pocs minuts. La mateixa VPN també sap quins usuaris finals han sol·licitat quines pàgines, cosa que permet a les VPN participar en la vigilància. En alguns països, com l'Iran, les VPN són il·legals  i poden estar afiliades al govern.

## Usos
Snowflake va ser àmpliament discutit en línia la primera setmana d'octubre de 2022, com una manera de combatre les restriccions d'Internet a l'Iran durant les protestes de Mahsa Amini, i es va publicar una guia en persa.
El 2022, el govern rus va augmentar els esforços per bloquejar l'accés a Tor a través de mitjans tècnics i polítics, i la xarxa Tor va informar d'un augment del trànsit des de Rússia mitjançant Snowflake.
Snowflake està integrat a la xarxa Tor. L'ús de la xarxa Tor és cada cop més comú a Rússia, Bielorússia i l'Iran, A 2022, a mesura que la censura d'Internet en aquests països s'ha tornat més estricta.